# Mesobiotus pseudocoronatus
Espèce
Synonymes
- Macrobiotus pseudocoronatus Pilato, Binda & Lisi, 2006

Mesobiotus pseudocoronatus est une espèce de tardigrades de la famille des Macrobiotidae.

## Distribution
Cette espèce est endémique des Seychelles.

## Publication originale
- Pilato, Binda & Lisi, 2006 : Three new species of eutardigrades from the Seychelles. New Zealand Journal of Zoology, vol. 33, no 1, p. 39-48.